# Österåkers pastorat
Österåkers pastorat är ett pastorat i Roslags kontrakt i Stockholms stift i Österåkers kommun.
Det bildades 2018 av Ljusterö-Kulla och Österåker-Östra Ryds församlingar.
Pastoratskod är 130704.